# Guaraguaoonops humbom
Espèce
Guaraguaoonops humbom est une espèce d'araignées aranéomorphes de la famille des Oonopidae.

## Distribution
Cette espèce est endémique du Piauí au Brésil. Elle se rencontre dans le parc national de Sete Cidades.

## Description
La femelle holotype mesure 0,93 mm.

## Publication originale
- Brescovit, Rheims, Bonaldo, Santos & Ott, 2012 : The Brazilian goblin spiders of the new genus Guaraguaoonops (Araneae: Oonopidae). American Museum novitates, no 3735, p. 1-13 (texte intégral).